# Marcin Zarzecki
Marcin Zarzecki (ur. 2 czerwca 1977 w Bartoszycach) – polski socjolog, statystyk, metodolog nauk społecznych i ewaluator. Doktor nauk społecznych w dyscyplinie socjologia, nauczyciel akademicki, prodziekan Wydziału Nauk Historycznych i Społecznych Uniwersytetu Kardynała Stefana Wyszyńskiego w Warszawie w latach 2016–2019. Do 2022 Krajowej Szkoły Administracji Publicznej im. Prezydenta Rzeczypospolitej Polskiej Lecha Kaczyńskiego. Certyfikowany ekspert z zakresu analizy danych i big data IBM SPSS/SAS/PFR oraz zastosowania AI przez Predictive Solutions, SAS Institute, INCUBE oraz Polski Fundusz Rozwoju.

## Funkcje
Od 2014 roku kierownik Laboratorium Metod Numerycznych i Analiz Statystycznych w Centrum Cyfrowej Nauki i Technologii na Uniwersytecie Kardynała Stefana Wyszyńskiego w Warszawie. W latach 2016–2018 Prezes Polskiego Towarzystwa Ewaluacyjnego (od 2014 w Zarządzie Głównym PTE, od 2018 w Prezydium PTE jako wiceprezes). W kadencjach 2007–2011 członek Zarządu Głównego OW Polskiego Towarzystwa Socjologicznego. Od 2012 roku w Towarzystwie Naukowym Franciszka Salezego. Współzałożyciel oraz wicekierownik Pracowni Badawczej Polski Pomiar Postaw i Wartości. Ukończył kurs dla kandydatów na członków Rad Nadzorczych w IBD Business School. Członek Rady Zatrudnienia Socjalnego w Ministerstwie Rodziny, Pracy i Polityki Społecznej . W kadencji 2016–2023 powołany przez Prezesa Rady Ministrów do Rady Instytutu Zachodniego im. Zygmunta Wojciechowskiego w Poznaniu (instytucja nadzorująca Kancelaria Prezesa Rady Ministrów). Od roku 2016 w Zespole konsultacyjnym ds. badań społecznych w Kancelarii Prezesa Rady Ministrów. 26 października 2016 otrzymał akt powołania przez Ministra Rodziny, Pracy i Polityki Społecznej do Rady Zatrudnienia Socjalnego w Ministerstwo Rodziny, Pracy i Polityki Społecznej. Nominowany przez Ministra Inwestycji i Rozwoju na Członka Rady Dostępności. Od 2019 roku Zastępca Dyrektora Departamentu Własności Intelektualnej i Mediów MKiDN. W latach 2019–2024 prezes Zarządu Polskiej Fundacji Narodowej. Powołany w skład zespołu doradczego do oceny wniosków o przyznanie stypendiów ministra właściwego do spraw szkolnictwa wyższego i nauki dla studentów i wybitnych młodych naukowców w Ministerstwo Edukacji i Nauki. Powołany w skład Narodowej Rady Profilaktyki Zdrowotnej. Członek Rady do Spraw Cyfryzacji IV kadencji.  W 2022 roku powołany przez Ministra Edukacji i Nauki na eksperta Komisji Ewaluacji Nauki. Członek Zespołu do spraw rozwoju systemu oświaty oraz systemu szkolnictwa wyższego i nauki w Ministerstwo Edukacji i Nauki. Członek Zespołu doradczego do spraw programu MEiN pod nazwą „Rozwój czasopism naukowych”. Ekspert Narodowego Centrum Badań i Rozwoju. Od 2022 w Radzie Programowej Ewaluacyjnego Think Tanku PTE. W Zespole Doradczym ds. Ewaluacji Programów Narodowego Instytutu Wolności – Centrum Rozwoju Społeczeństwa Obywatelskiego. Ekspert dziedzinowy Fundacji Rozwoju Przemysłu Przyszłości. W Zespole do spraw Medalu „Zasłużony dla Nauki Polskiej Sapientia et Veritas” MEiN. W kadencji 2022–2024 w Komitecie Polityki Naukowej przy MEiN.  Członek Komisji Ewaluacji Nauki w kadencji 2023–2027. W Zespole Ekspertów Programu „Regionalna Inicjatywa Doskonałości” w kadencji 2023-2027. Ekspert Narodowego Centrum Kultury. W Zespole Społeczno-Ekonomicznym Rady ds. COVID-19 KPRM. Do 2023 r. w Radzie Instytutu Strat Wojennych im. Jana Karskiego. Od 2024 roku Wicedyrektor Biura Przystanków Historia w Instytut Pamięci Narodowej  - Komisja Ścigania Zbrodni przeciwko Narodowi Polskiemu. W Radzie Doradczej Victims of Communism Museum w Waszyngtonie. 
W 2023 r. od Victims of Communism Memorial Foundation w Waszyngtonie, fundacji powołanej aktem Kongresu USA przez prezydenta Williama J. Clintona, otrzymał nagrodę The Flame of Liberty VOC Awards. 
Współproducent lub mecenas filmów: "Walka o głos" (dokument, reż. R. Pustak, 2020); „Śmierć Zygielbojma” (fabularny, reż. R. Brylski, 2021), „Raport Pileckiego” (fabularny, reż. K. Łukaszewicz, 2023); „Chłopi” (fabularny, reż. Dorota Kobiela i Hugh Welchman, 2023); „Chopin. Nie boję się ciemności” (dokumentalny, reż. J. Kaczmarek, 2022); „Skarbek” (ang. „The Partisan”) (fabularny, reż. J. Marquand, 2024).
Kurator wystaw: „24.02” (Autor Maciej Biedrzycki, Galeria Kordegarda, Warszawa; Vilniaus kultūros ir dvasingumo centras, Wilno; PHoto España 2023, Centro Cultural Galileo, Madrid; Polijas Republikas vēstniecība Latvijā un Rīgas Dome, Riga; l'Université de Lille, Lille ). „La familia Ulma. Muerte por humanidad” en la Catedral Magistral de los Santos Justo y Pastor de Alcalá de Henares, Spain.
W jury nagrody Young Design Instytutu Wzornictwa Przemysłowego.
W jury Międzynarodowego Konkursu Filmów Dokumentalnych NNW.
Pełni funkcję wiceprzewodniczącego Rady Nadzorczej Polskiego Radia - Regionalna Rozgłośnia w Poznaniu „Radio Poznań” S. A..
Recenzent periodyków „Statistics in Transition” oraz „Journal of Modern Science”.
W latach 2015–2016 zastępca dyrektora Instytutu Socjologii Uniwersytetu Kardynała Stefana Wyszyńskiego w Warszawie. W kadencji 2016–2019 roku prodziekan Wydziału Nauk Historycznych i Społecznych Uniwersytetu Kardynała Stefana Wyszyńskiego w Warszawie. Od 2020 roku kierował Zakładem Metodologii Badań i Analiz Socjologicznych, a od 2024 roku kieruje Zakładem Metodologii Badań Społecznych i Statystyki w Instytucie Nauk Socjologicznych na Wydziale Społeczno-Ekonomicznym UKSW w Warszawie.

## Medale i nagrody
- W 2015 r. odznaczony medalem Komisji Edukacji Narodowej.
- W 2016 r. otrzymał indywidualną nagrodę Rektora UKSW w Warszawie.
- W 2017 r. otrzymał nagrodę LUMEN Leaders in University Management w zakresie zarządzania najlepszym projektem w Polsce w kategorii Rozwój[46].
- W 2018 r. odznaczony przez Prezydenta RP Brązowym Krzyżem Zasługi[47][48].
- W 2021 r. odznaczony przez Prezydenta RP Medalem Za Długoletnią Służbę[49].
- W 2022 r. otrzymał indywidualną nagrodę Rektora UKSW w Warszawie za szczególne osiągnięcia naukowe[50].
- W 2023 r. otrzymał medal MEiN „Pomnik Historii Szucha 25” ustanowiony dla podmiotów i osób w sposób szczególny służących pro publico bono[51].
- W 2023 r. otrzymał Srebrny Medal Instytutu Pamięci Narodowej „Reipublicae Memoriae Meritum”[52].
- W 2023  r. otrzymał Medal 100-lecia Polskiego Komitetu Olimpijskiego[53].
- W 2023 r. otrzymał od Ministra Zdrowia Odznakę Honorową „Za Zasługi dla Ochrony Zdrowia” za projekty związane z przeciwdziałaniem pandemii COVID-19[54].
- W 2023 r. odznaczony przez Prezydenta RP Srebrnym Krzyżem Zasługi[55][56].
- W 2023 r. odznaczony przez Ministra Nauki i Edukacji Srebrnym Medal „Zasłużony dla Nauki Polskiej Sapientia et Veritas” za wybitne osiągnięcia naukowe[57].
- W 2023 r. od Victims of Communism Memorial Foundation w Waszyngtonie, fundacji powołanej aktem Kongresu USA, otrzymał nagrodę The Flame of Liberty VOC. To wyjątkowe amerykańskie wyróżnienie, przyznawane osobom oraz organizacjom, które walcząc o dziejową sprawiedliwość, miały znaczący wkład na polu szerzenia prawdy o zbrodniach komunizmu oraz kultywowania pamięci o milionach ofiar totalitaryzmów[58].

## Wybrane publikacje
- Methodological and Theoretical Implications of Margaret S. Archer’s Critical Realism for the Concept of Social Constructionism in Interpretive Sociology,  in. Śledzińska K., Wielecki K. (eds.), The Relational Theory Of Society. Archerian Studies vol. 2, Peter Lang Pub. Berlin, Bern, Bruxelles, New York, Oxford, Warszawa, Wien 2020.
- Between construction and deconstruction of the universes of meaning : research into the religiosity of academic youth in the years 1988-1998-2005-2017, współredakcja, Peter Lang Publishing Group. Berlin, Bern, Bruxelles, New York, Oxford, Warszawa, Wien 2020[59].
- O 11 listopada pewnego roku. Świętowanie stulecia odzyskania niepodległości w ujęciu socjologicznym, współautor, Wydawnictwo NCK, Warszawa 2020 (Wyróżnienie Stowarzyszenia Wydawców Katolickich FENIKS 2020 w Kategorii: Historia - "Niepodległa")[60].
- Krystalizacja opinii publicznej, redakcja naukowa, Warszawa 2019[61].
- Totalitaryzm w epoce postmodernizmu, współautor, Wydawnictwo Naukowe UKSW, Warszawa 2018[62].
- Między konstrukcją a dekonstrukcją uniwersum znaczeń, współredakcja, WWS, Warszawa 2018[63].
- Powołanie jako imperatyw zawodowy. Etos polskich pielęgniarek w badaniach socjologicznych, współredakcja, Wydawnictwo KONTRAST, Warszawa 2017[64].
- European Museum Night 2016, „Polish Culture Yearbook” 2017[65].
- Natural Heritage: Kampinos National Park, „Polish Culture Yearbook” 2017[65].
- Teoria i prakseologia propagandy w komunikacyjnym modelu transakcyjnym, w: A. Czyż (red.), Społeczeństwo, historia, sztuka, Wydawnictwo NCK, Warszawa 2017.
- Mozaika kulturowa – statystyka i ekonomika instytucji kultury w Polsce w przekrojach międzykrajowych oraz międzywojewódzkich, w: A. Linek, S. H. Zaręba (red.), Mozaika coolturalna. Europejska Noc Muzeów w Warszawie 2016, Wydawnictwo KONTRAST, Warszawa 2017[64].
- A continuation of the Dispute over the Method of Realistic Philosophy and Critical Realism, in. Śledzińska K., Wielecki K. (eds.), Critical Realism and Humanity in the Social Sciences, Wydawnictwo Naukowe UKSW, Warszawa 2016[66].
- Quo vadis universitas? Diagnoza i scenariusze rozwojowe, współredakcja, Wydawnictwo Naukowe UKSW, Warszawa 2016[67].
- 25 lat samorządności w Polsce – bilans decentralizacji władzy i zmiany gospodarczej, współredakcja, Wydawnictwo KONTRAST, Warszawa 2016[68].
- W kierunku „kultury bez przemocy”. Diagnoza i przeciwdziałanie przemocy w Dzielnicy Bielany m.st Warszawy, współredakcja, Wydawnictwo WAS, Warszawa 2016[64].
- Kampania wyborcza – wizerunek, marketing, debata, współredakcja, INFOR, Warszawa 2010[69].
- Służba publiczna. Etos pracy urzędników w Polsce, współredakcja, Wydawnictwo KONTRAST, Warszawa 2015[64].
- Dymensje kooperacji organizacji pozarządowych z jednostkami samorządu terytorialnego, współautor, “Trzeci Sektor” 2015, Tom: 4 Zeszyt: 37[70].
- Etyka katolicka a duch kapitalizmu, współredakcja, Wydawnictwo KONTRAST, Warszawa 2014[64].